# The Detective is Already Dead
The Detective is Already Dead (探偵はもう、死んでいる。, Tantei wa Mō, Shinde Iru.) est une série de light novel écrite par Nigojū et illustrée par Umibōzu. Elle est publiée au Japon depuis novembre 2019 par Media Factory. Une adaptation manga illustrée par Mugiko, est prépubliée dans le Monthly Comic Alive depuis mai 2020. Une adaptation en série télévisée d'animation produite par le studio ENGI est diffusée du 4 juillet 2021 au 19 septembre 2021 sur AT-X au Japon.

## Synopsis
Il y a quatre ans, Kimihiko Kimitsuka a commencé à travailler pour une détective appelée Siesta. Ils parcouraient le monde en résolvant des enquêtes tout en combattant une organisation secrète. Mais tout s'arrêta le jour où Siesta mourut.

## Personnages
Kimihiko Kimizuka (君塚 君彦, Kimizuka Kimihiko)
Voix japonaise : Shin Nagai (ja), voix française : Grégory Praet
Siesta (シエスタ, Shiesuta)
Voix japonaise : Saki Miyashita (ja), voix française : Marie Braam
Nagisa Natsunagi (夏凪 渚, Natsunagi Nagisa)
Voix japonaise : Ayana Taketatsu, voix française : Sophia Atman
Yui Saikawa (斎川 唯, Saikawa Yui)
Voix japonaise : Kanon Takao (ja), voix française : Ludivine Deworst
Charlotte Arisaka Anderson (シャーロット・有坂・アンダーソン, Shārotto Arisaka Andāson)
Voix japonaise : Saho Shirasu (ja), voix française : Lise Leclercq
Chauve-souris (コウモリ, Kōmori)
Voix japonaise : Yoshitsugu Matsuoka, voix française : Sébastien Hébrant
Cerberus (ケルベロス, Keruberosu)
Voix japonaise : Jōji Nakata, voix française : Pierre Lognay
Chameleon (カメレオン, Kamereon)
Voix japonaise : Takehito Koyasu, voix française : Pierre Le Bec
Fūbi Kase (加瀬 風靡, Kase Fūbi)
Voix japonaise : Mai Fuchigami, voix française : Ludivine Deworst
Hel (ヘル, Heru)
Voix japonaise : Yumiri Hanamori (en), voix française : Alice Moons
Alicia (アリシア, Arishia)
Voix japonaise : Maria Naganawa (en), voix française : Marie Du Bled

## Light novel
La série est écrite par Nigojū et illustrée par Umibōzu. Au Japon, des volumes ont été publiés par Media Factory depuis novembre 2019. Le 25 juillet 2025, 13 tomes ont été publiés.
Une série spin-off nommée Natsunagi Nagisa wa Mada, Joshikōsei de Itai (夏凪渚はまだ、女子高生でいたい。) est écrite par Shusui Tsukimi, illustrée par Hanekoto et supervisée par Nigojū. Media Factory a publié deux volumes depuis août 2023.

### Liste des volumes

#### The Detective Is Already Dead
| no | Japonais         | Japonais          |
| no | Date de sortie   | ISBN              |
| -- | ---------------- | ----------------- |
| 1  | 25 novembre 2019 | 978-4-04-064196-6 |
| 2  | 24 janvier 2020  | 978-4-04-064328-1 |
| 3  | 25 juin 2020     | 978-4-04-064593-3 |
| 4  | 25 novembre 2020 | 978-4-04-680016-9 |
| 5  | 25 mai 2021      | 978-4-04-680440-2 |
| 6  | 25 novembre 2021 | 978-4-04-680914-8 |
| 7  | 25 août 2022     | 978-4-04-681657-3 |
| 8  | 25 janvier 2023  | 978-4-04-682108-9 |
| 9  | 25 mai 2023      | 978-4-04-682568-1 |
| 10 | 25 octobre 2023  | 978-4-04-682766-1 |
| 11 | 25 mars 2024     | 978-4-04-682767-8 |
| 12 | 25 novembre 2024 | 978-4-04-684252-7 |
| 13 | 25 juillet 2025  | 978-4-04-684979-3 |

#### Natsunagi Nagisa wa Mada, Joshikōsei de Itai
| no | Japonais        | Japonais          |
| no | Date de sortie  | ISBN              |
| -- | --------------- | ----------------- |
| 1  | 25 août 2023    | 978-4-04-682770-8 |
| 2  | 24 février 2024 | 978-4-04-683345-7 |

## Manga
Une adaptation en manga du premier volume du light novel, illustrée par Mugiko est lancée dans le magazine de prépublication de seinen manga Monthly Comic Alive de Media Factory depuis mai 2020. Le 23 octobre 2023, 6 volumes ont été publiés au Japon.
Une deuxième série intitulée The Detective Is Already Dead: The Lost Memory reprend le deuxième volume du light novel. Elle est illustrée par Poni et est lancée dans le magazine Monthly Comic Alive depuis le 27 janvier 2021.

### Liste des volumes

#### The Detective Is Already Dead
| no | Japonais         | Japonais          |
| no | Date de sortie   | ISBN              |
| -- | ---------------- | ----------------- |
| 1  | 21 novembre 2020 | 978-4-04-680007-7 |
| 2  | 21 mai 2021      | 978-4-04-680379-5 |
| 3  | 21 juillet 2021  | 978-4-04-680634-5 |
| 4  | 23 décembre 2021 | 978-4-04-680987-2 |
| 5  | 23 mai 2023      | 978-4-04-681737-2 |
| 6  | 23 octobre 2023  | 978-4-04-682849-1 |

#### The Detective Is Already Dead: The Lost Memory
| no | Japonais         | Japonais          |
| no | Date de sortie   | ISBN              |
| -- | ---------------- | ----------------- |
| 1  | 21 mai 2021      | 978-4-04-680505-8 |
| 2  | 21 octobre 2021  | 978-4-04-680939-1 |
| 3  | 21 avril 2022    | 978-4-04-681317-6 |
| 4  | 22 novembre 2022 | 978-4-04-681970-3 |

## Anime
Une adaptation en anime est annoncée le 20 janvier 2021. La série est animée par le studio ENGI et réalisée par Manabu Kurihara, avec Deko Akao en tant que scénariste. Yōsuke Itō s'occupant du design des personnages et Yuuyu, Naoki Tani et Tatsuya Yano composant la musique de la série. Le premier épisode est diffusé le 4 juillet 2021 sur la chaîne japonaise AT-X,, avec un épisode spécial d'une heure. La série est diffusée du 4 juillet 2021 au 19 septembre 2021 sur AT-X et d'autres chaines japonaises,. Mary × jon-Yakitory interprètent le générique de début intitulé Koko de Ikiteru, tandis que Kagura Nana interprète le générique de fin intitulé Kodō. En France, la série est licenciée par Wakanim.
Le 24 juillet 2022, une seconde saison est annoncée dans le cadre de l’événement « Natsu no Gakuensai 2022 » organisée par Kadokawa.

### Liste des épisodes
| No | Titre français                                      | Titre japonais                                | Titre japonais                                             | Date de 1re diffusion |
| No | Titre français                                      | Kanji                                         | Rōmaji                                                     | Date de 1re diffusion |
| -- | --------------------------------------------------- | --------------------------------------------- | ---------------------------------------------------------- | --------------------- |
| 1  | Y a-t-il un détective parmi vous ?                  | お客様の中に、探偵の方はいらっしゃいませんか? | Okyaku-sama no naka ni, tantei no kata wa irasshaimasen ka | 4 juillet 2021        |
| 2  | Aujourd'hui encore, je me souviens                  | 今も、ずっと、憶えてる                        | Ima mo, zutto, oboeteru                                    | 11 juillet 2021       |
| 3  | Les talents de Yui                                  | それが、唯にゃクオリティ                      | Sore ga, Yui-nya kuoriti                                   | 18 juillet 2021       |
| 4  | Ce que son œil trahit                               | その瞳に視えているもの                        | Sono hitomi ni miete iru mono                              | 25 juillet 2021       |
| 5  | En vue de l'année prochaine                         | それは一年後の未来へ向けた                    | Sore wa ichinen-go no mirai e muketa                       | 1er août 2021         |
| 6  | Démon écarlate et reine des neiges                  | 紅蓮の悪魔、氷の女王                          | Guren no akuma, kōri no joō                                | 8 août 2021           |
| 7  | Remémore-toi cette journée plus tard                | いつか、この日を思い出す                      | Itsuka, kono Hi o omoidasu                                 | 15 août 2021          |
| 8  | Une fois encore, il reprend son voyage              | そうしてもう一度、旅にでる                    | Sōshite mō ichido, tabi ni deru                            | 22 août 2021          |
| 9  | SPES                                                | SPES                                          | SPES                                                       | 29 août 2021          |
| 10 | Par conséquent, je ne peux pas devenir détective    | だから俺は、探偵にはなれない                  | Da kara ore wa, tantei ni wa narenai                       | 5 septembre 2021      |
| 11 | La lumière au milieu de l'espoir                    | 希望の中の光                                  | Kibō no naka no hikari                                     | 12 septembre 2021     |
| 12 | Ces trois années merveilleuses passées à tes côtés… | 君と過ごした、あの目も眩むような三年間は      | Kimi to sugoshita, ano me mo kuramu yō na san nenkan wa    | 19 septembre 2021     |

## Réception
Le light novel a remporté en novembre 2019, le prix du "nouvel arrivant" au 15ème prix MF Bunko J.

### Annotations
1. ↑  Les titres français de l'adaptation en anime proviennent de Wakanim.

### Œuvres
Édition japonaise
The Detective is Already Dead Light novel
1. 1 2 3  (ja) « 探偵はもう、死んでいる。（１） », sur Kadokawa (consulté le 23 septembre 2021)
2. 1 2 3  (ja) « 探偵はもう、死んでいる。（１３） », sur Kadokawa (consulté le 29 mai 2025)
3. 1 2  (ja) « 探偵はもう、死んでいる。（２） », sur Kadokawa (consulté le 23 septembre 2021)
4. 1 2  (ja) « 探偵はもう、死んでいる。（３） », sur Kadokawa (consulté le 23 septembre 2021)
5. 1 2  (ja) « 探偵はもう、死んでいる。（４） », sur Kadokawa (consulté le 23 septembre 2021)
6. 1 2  (ja) « 探偵はもう、死んでいる。（５） », sur Kadokawa (consulté le 23 septembre 2021)
7. 1 2  (ja) « 探偵はもう、死んでいる。（６） », sur Kadokawa (consulté le 26 novembre 2021)
8. 1 2  (ja) « 探偵はもう、死んでいる。（７） », sur Kadokawa (consulté le 25 août 2022)
9. 1 2  (ja) « 探偵はもう、死んでいる。（８） », sur Kadokawa (consulté le 22 décembre 2022)
10. 1 2  (ja) « 探偵はもう、死んでいる。（９） », sur Kadokawa (consulté le 12 avril 2023)
11. 1 2  (ja) « 探偵はもう、死んでいる。（１０） », sur Kadokawa (consulté le 14 septembre 2023)
12. 1 2  (ja) « 探偵はもう、死んでいる。（１１） », sur Kadokawa (consulté le 3 février 2024)
13. 1 2  (ja) « 探偵はもう、死んでいる。（１２） », sur Kadokawa (consulté le 5 octobre 2024)

Natsunagi Nagisa wa Mada, Joshikōsei de Itai
1. 1 2 3  (ja) « 夏凪渚はまだ、女子高生でいたい。２ 探偵はもう、死んでいる。Ordinary Case », sur Kadokawa (consulté le 31 mars 2024)
2. 1 2  (ja) « 夏凪渚はまだ、女子高生でいたい。１ 探偵はもう、死んでいる。Ordinary Case », sur Kadokawa (consulté le 31 mars 2024)

The Detective is Already Dead Manga
1. 1 2  (ja) « 探偵はもう、死んでいる。（１） », sur Kadokawa (consulté le 23 septembre 2021)
2. 1 2  (ja) « 探偵はもう、死んでいる。（２） », sur Kadokawa (consulté le 23 septembre 2021)
3. 1 2  (ja) « 探偵はもう、死んでいる。（３） », sur Kadokawa (consulté le 23 septembre 2021)
4. 1 2  (ja) « 探偵はもう、死んでいる。（４） », sur Kadokawa (consulté le 24 décembre 2021)
5. 1 2  (ja) « 探偵はもう、死んでいる。（５） », sur Kadokawa (consulté le 22 décembre 2022)
6. 1 2  (ja) « 探偵はもう、死んでいる。（６） », sur Kadokawa (consulté le 14 septembre 2022)

The Detective Is Already Dead: The Lost Memory Manga
1. 1 2  (ja) « 探偵はもう、死んでいる。-the lost memory-　(１) », sur Kadokawa (consulté le 5 octobre 2021)
2. 1 2  (ja) « 探偵はもう、死んでいる。-the lost memory-　(２) », sur Kadokawa (consulté le 5 octobre 2021)
3. 1 2  (ja) « 探偵はもう、死んでいる。-the lost memory-　(３) », sur Kadokawa (consulté le 28 avril 2022)
4. 1 2  (ja) « 探偵はもう、死んでいる。-the lost memory-　(４) », sur Kadokawa (consulté le 8 novembre 2022)